# Dirk van Bronkhorst-Batenburg (-1568)

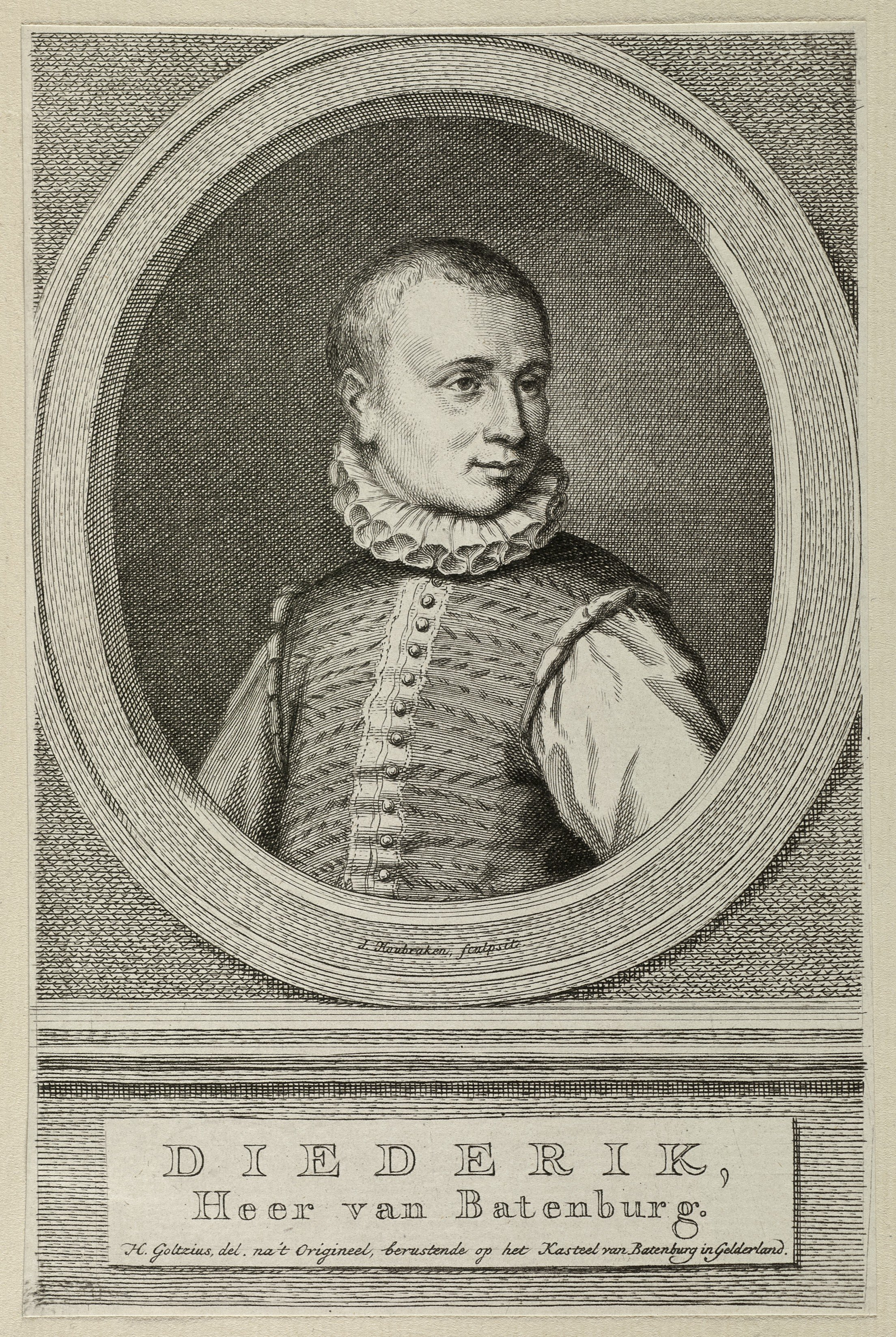
Portretgravure naar Hendrick Goltzius

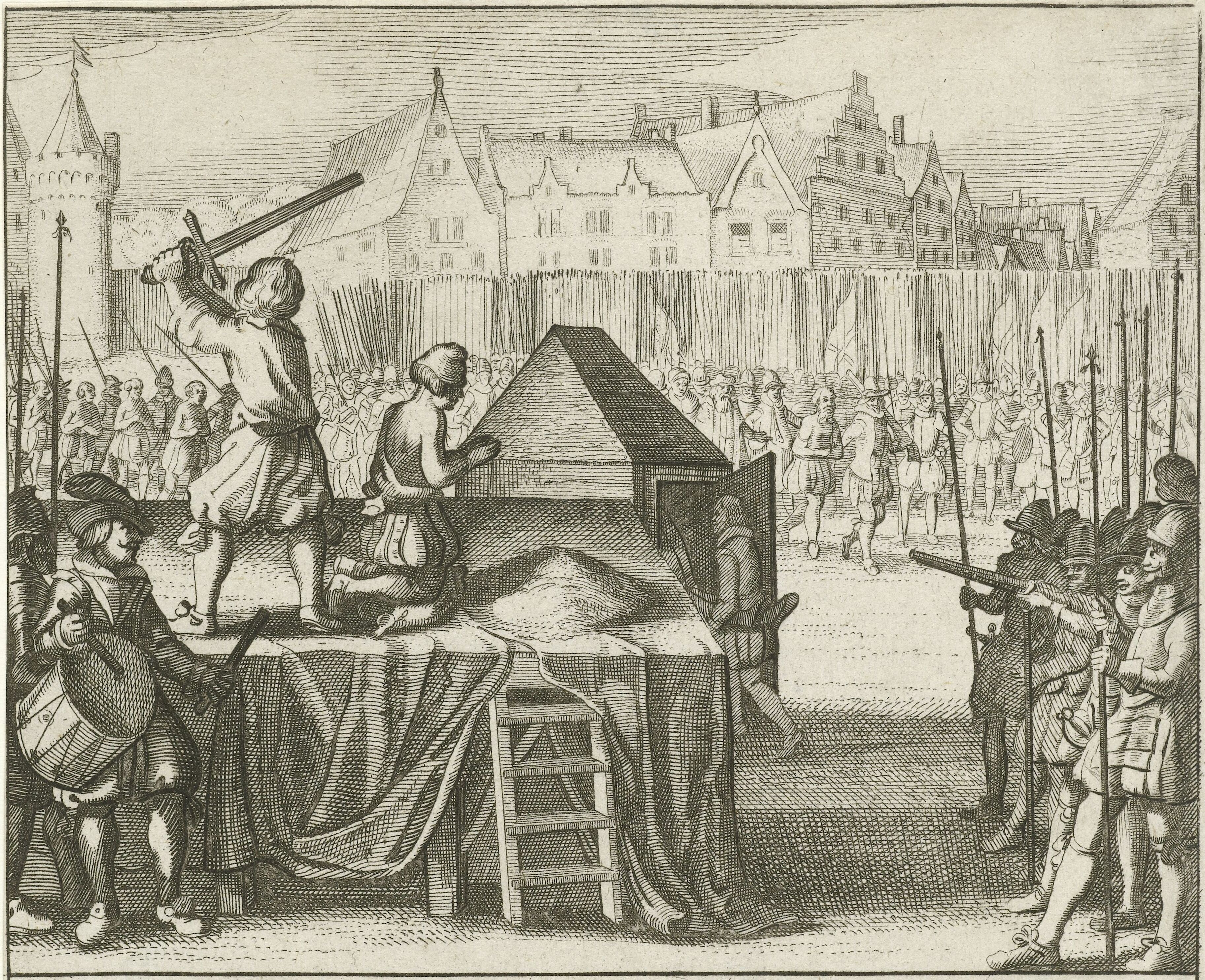
Prent van de onthoofding van Dirk van Bronkhorst-Batenburg

Dirk of Diederik van Bronkhorst-Batenburg (? – Brussel, 1 juni 1568) was een edelman uit een oud Gelders geslacht. Hij werd tegelijk met zijn broer Gijsbert gevangen en onthoofd tijdens de Geuzenopstand, waarin ook twee andere broers het leven lieten.

## Leven
Zijn ouders waren Herman van Bronkhorst († 1556) en Petronella van Praet († 1594). Op jonge
leeftijd werd hij page aan het hof van keizer Karel V in Brussel. Enkele jaren na de dood van hun vader in 1556 volgden de kinderen van Batenburg hun moeder in haar omarming van het calvinisme. Hun autonome heerlijkheden en gebieden buiten de Nederlanden hielpen daarbij. Ook kozen ze voor de gewapende opstand. 
Rond kerst 1565 was Dirk op de geheime bijeenkomst bij Catharina van Boetzelaer in het Vlaamse Aalter, waar Jan van Marnix zijn oppositieplannen kwam uiteenzetten. Hij sloot zich aan bij het voorgestelde Eedverbond der Edelen. In de lente van 1566 begeleidde hij de predikant Herman Moded, tegen wie een arrestatiebevel was uitgevaardigd, naar dat kasteel. Vervolgens vergezelde hij hem voor de eerste hagenpreken. Op 14 juni waren er bij Oudenaarde zevenduizend toehoorders. Na verschillende hagenpreken op het Zuid-Vlaamse platteland trokken ze naar Antwerpen. Vervolgens ging Dirk naar zijn geboortestreek. 
De nederlaag in de Slag bij Oosterweel op 13 maart 1567 was een grote tegenslag voor de geuzen. Tien dagen later was Dirk bij zijn familie op het kasteel Stein, waar het testament van zijn vader werd voorgelezen. In de week erna verzamelde hij met zijn broer Gijsbert een legertje van een honderdtal getrouwen en huurlingen, vermoedelijk al met het idee om hun neef Hendrik van Brederode te hulp te komen, die Amsterdam van binnenuit in handen probeerde te krijgen. Via Roermond, Nijmegen en Vianen kwamen ze op 28 april bij de gesloten Regulierspoort. Ze eisten toegang en wilden Brederode spreken, maar die was de avond voordien vertrokken. Met hulp van hun Amsterdamse bondgenoten probeerden ze nog binnen te geraken langs de Haarlemmerpoort, maar de verdedigers doorzagen en beletten dit. 
Omdat stadhouder Megen op komst was met troepen, trok ze snel verder met hun geuzenleger. Op 1 mei kwamen ze in Hoorn, waar ze een beeldenstorm hielden in een opgeëist klooster. De broers gijzelden een schipper om zich te onttrekken aan de naderende Megen. Op de Zuiderzee kaapten ze koopvaarders, tot ze op 5 mei in een hinderlaag liepen, toen een gestrand schip dat ze wilden nemen regeringstroepen bleek te bevatten, geleid door Ernst Mulard. In ketens werden de broers naar Harlingen gevoerd. 
In plaats van direct te worden opgehangen, zoals anderen, werden Dirk en Gijsbrecht overgebracht naar het Kasteel van Vilvoorde. Ze zaten er een jaar opgesloten, terwijl hun familie keizer Maximiliaan II aanschreef. Die kwam effectief tussen in hun voordeel, maar Alva had er geen oren naar. Op 28 mei 1568 ondertekende hij hun doodvonnis. Als onderdeel van een groep van achttien gereformeerden werden ze op 1 juni op de Paardenmarkt van Brussel terechtgesteld. Ze behoorden tot de zeven geëxecuteerden die volhardden in hun geloof. De broers werden als eersten onthoofd, terwijl trommels hun laatste woorden overstemden. Hun hoofd werd op een staak geplaatst en hun romp ernaast geëxposeerd. Vanwege hun adellijke status werden hun hoofden na vier uren weggehaald en werden ze begraven, zij het in ongewijde grond bij de leprozenkapel van Schaarbeek. Ze werden in geuzenliederen geëerd, o.a. in Een nieu liet en in de laatste strofen van het lied over Egmont en Horne.

## Voetnoten
1. ↑  Johan Decavele, "Catharina van Boetzelaer, kasteelvrouwe van Aalter. Protestantisme volgens adellijk recept" in: id., De eerste protestanten in de Lage Landen, 2004, p. 159-171
2. ↑  Pieter Serrien, In opstand! Geuzen in de Lage Landen, 1565-1578, 2022, p. 169-170. ISBN 9789464103182
3. ↑  Pieter Serrien, In opstand! Geuzen in de Lage Landen, 1565-1578, 2022, p. 212-214. ISBN 9789464103182
4. ↑  Alexandre Henne en Alphonse Wauters, Histoire de la ville de Bruxelles, deel I, 1845, p. 416
5. ↑  E.T. Kuiper en P. Leendertz Jr. (eds.), Het Geuzenliedboek, Zutphen, W.J. Thieme & Cie, 1924, p. 43-44 en p. 62-66. Gearchiveerd op 2 december 2022.